# Koç Holding
Koç Holding — крупнейший финансово-промышленный конгломерат Турции, принадлежит влиятельной семье Коч. Основан в 1926 году. Входит в список Forbes Global 2000, штаб-квартира расположена в Стамбуле. В 1993 году семья Коч открыла в стамбульском районе Сарыер частный университет Коч. 
По состоянию на 2015 год оборот Koç Holding составлял 31,371 млрд долл., активы — 27,4 млрд долл., рыночная стоимость — 12,6 млрд долл., прибыль — 1,24 млрд долл., в компании работало 81 тыс. сотрудников. Основные сферы деятельности: автомобильная промышленность, производство бытовой электротехники, пищевых продуктов, розничная торговля, энергетика, финансовые услуги, туризм, строительство и информационные технологии.
На компании, входящие в Koç Holding, приходится около 10 % национального производства (в том числе 45 % производства автомобилей), 9 % экспорта и 18 % рыночной капитализации стамбульской фондовой биржи; в холдинг входят 5 из 10 крупнейших турецких компаний.

## Собственники и руководство
С 1984 года пост председателя правления Koç Holding занимал Рахми Мустафа Коч, старший сын основателя группы Ахмета Вехби Коча. В 2003 году главой холдинга стал Мустафа Вехби Коч, сын Рахми Коча, который, в свою очередь, занял пост почётного президента группы. В 2016 году, после смерти Мустафы, пост председателя совета директоров Koç Holding занял его младший брат Омер Коч, а заместителем Омера стал ещё один сын Рахми Коча — Али Коч. Членом совета директоров холдинга является Семахат Севим Арсел (урождённая Семахат Севим Коч) — старшая сестра Рахми Коча.

## Крупнейшие компании Koç Holding
- Ford Otosan — крупнейший турецкий автопроизводитель, совместное предприятие с Ford[4].
- Otokar — крупный производитель автобусов и военной техники[5].
- TOFAŞ — крупный автопроизводитель, совместное предприятие с Fiat[6].
- Arçelik — крупный производитель бытовой электротехники с заводами в Турции, Румынии, России, Китае и ЮАР[7].
- Aygaz — крупнейший турецкий дистрибьютор сжиженного и природного газа[8].
- OPET — крупный дистрибьютор топлива и масел[9].
- Tüpraş — крупнейшая турецкая нефтехимическая компания, совместное предприятие с Royal Dutch Shell[10].
- Migros — крупная сеть супермаркетов[11].
- Koçtaş — крупная сеть магазинов товаров для ремонта и дома, совместное предприятие с B&Q[12].
- Yapı ve Kredi Bankası — крупный банк и финансовая компания, совместное предприятие с UniCredit[13].
- Divan Group — крупная гостиничная сеть[14].

Среди важнейших партнёров Koç Holding на турецком рынке — Ford, Fiat, LG Electronics, UniCredit, Royal Dutch Shell, Case New Holland, B&Q, Kaneka Seeds и AES Mont Blanc.